# Djuptjärnen (Piteå socken, Norrbotten, 725434-175025)
Djuptjärnen är en sjö i Piteå kommun i Norrbotten och ingår i Rokån-Jävreåns kustområde. Sjön är 4,9 meter djup, har en yta på 0,083 kvadratkilometer och är belägen 91 meter över havet.

## Delavrinningsområde
Djuptjärnen ingår i det delavrinningsområde (725349-175148) som SMHI kallar för Mynnar i Svensbyån. Medelhöjden är 87 meter över havet och ytan är 12,52 kvadratkilometer. Det finns inga avrinningsområden uppströms utan avrinningsområdet är högsta punkten. Vattendraget som avvattnar avrinningsområdet har biflödesordning 2, vilket innebär att vattnet flödar genom totalt 2 vattendrag innan det når havet efter 5,9 kilometer. Avrinningsområdet består mestadels av skog (75 procent). Avrinningsområdet har 0,57 kvadratkilometer vattenytor vilket ger det en sjöprocent på 4,5 procent.